# Дробняк Михайло
Дробняк Михайло (1942) — український письменник, громадський діяч.

## З біографії
Народ. 3 жовтня 1942 р. у с. Гуменський Рокитів (Словаччина). Навчався в
середній школі у Межилабірцях. Писати почав ще у початковій школі. Закінчив філософський
факультет університету ім. Шафарика в Пряшеві (1964), працював редактором газети «Нове життя».
У 1975 р. перейшов на посаду лектора Піддуклянського народного ансамблю Українського театру в
Пряшеві.

## Творчість
Автор збірок віршів «Розлуки і зустрічі» (1967), «Смуги світла» (1969), «Очі в долонях» (1974), «Колосся надії» (1975), роману «Долини», повісті «Коли згасли зорі» та інших творів.